# グレゴリー・ローガニス

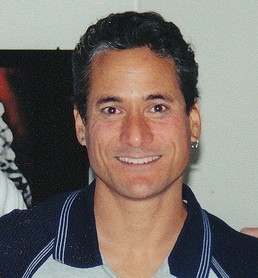
グレッグ・ローガニス

グレゴリー・"グレッグ"・ローガニス（Gregory Efthimios “Greg” Louganis、1960年1月29日 - ）は、アメリカ合衆国の飛込競技選手。モントリオール、ロサンゼルス、ソウルオリンピックにて、計5個のメダルを獲得し、1984年にはジェームスサリバン賞 (James E. Sullivan Award) を受賞した。なおLouganis の英語本来の発音は「ルゲイニス」に近い。

## 経歴
1960年、カリフォルニア州エルカホン市にサモア人の父と白人の母との間に生まれ、幼少期に育ての両親に引き取られる。
16歳の時モントリオール五輪（1976年）で銀メダルを獲得、2年後に世界選手権で優勝した。
1980年のモスクワオリンピックでの活躍が有力視されていたが、ソビエト連邦のアフガニスタン侵攻に抗議してアメリカをはじめとする西側諸国が同オリンピックをボイコットしたため涙をのむ。
1981年、カリフォルニア大学アーバイン校卒業。1982年、二つの世界選手権チャンピオンに輝く。
1984年のロサンゼルス五輪で、二つの金メダルを獲得する。
1986年、二つの世界選手権制覇。
1988年、自身最後の五輪となるソウル大会で、二つの金メダルを獲得。二大会連続で高飛び込みと板飛び込みの両方で金を獲得した唯一の選手となる。
1995年、自伝『Breaking the Surface: The Greg Louganis Story』の中で、自身が同性愛者であることを公表し、翌年にはエイズの状態にあることも明かした。そしてこれは、第24回ソウル大会の飛び込み競技時に、飛び込み台に勢いをつけて、ジャンプした直後、彼は頭を打ち軽い出血のあったまま水中に入っていたことから、他の選手への感染の危険性があったのではないかと議論を呼ぶことになった。大会当時彼は自分が感染していることを公表すべきかどうか悩んだのだが、HIVの専門医Anthony Fauciから感染の危険性は無いとアドバイスを受けていたことをその自伝で明らかにしている。そしてHIV感染の公表後、彼は多くのスポンサーから支援を打ち切られたのだが、スピード社だけは彼のスポンサーを維持し続けた。
1997年、自伝を基に、Mario Lópezを主演としてテレビドラマが制作された。
大の犬好きで知られ、1999年には『For the Life of Your Dog』を執筆。
選手引退後の現在は、オフ・ブロードウェイの俳優として活動したり、LGBTのための幅広い人権活動を行っている。2013年10月12日にパートナーと同性結婚を行った。